# Johan Hasselmark
Johan Percy Deverot Hasselmark, född 8 november 1978, är en svensk civilingenjör , triathlet och triathlontränare.
Johan Gesselmark vann Celtman Xtreme Triathlon 2014 och 2019 samt Himalayan Xtreme Triathlon i Nepal och Starvation Extreme Triathlon i Cottonwood Heights i Utah i USA 2022.
Johan Hasselmark är gift med Kristina Öhrn Hasselmark.